# Немков, Иван Андреевич
Ива́н Андре́евич Немко́в (15 марта 1914, село Верхняя Боевка, Орловская губерния — 3 мая 1943, около Гогландского плёса, Финский залив) — советский лётчик разведывательной авиации ВМФ СССР, участник советско-финской и Великой Отечественной войн, Герой Советского Союза (24.07.1943, посмертно). Старший лейтенант (14.08.1942).

## Биография
Родился в крестьянской семье. На родине окончил среднюю школу в Кромах и педагогические курсы. В 1931 году он перебрался в Москву, где поступил работать на завод, со временем стал слесарем высшей квалификации. Также занимался планерным спортом.
С сентября 1935 года — в ВМФ СССР. Окончил Военную школу лётчиков и лётчиков-наблюдателей морской и сухопутной авиации имени Сталина в городе Ейске в 1937 году. С декабря 1937 года служил пилотом и младшим лётчиком в 1-м минно-торпедном авиационном полку Балтийского флота. В 1939 году стал старшим лётчиком 4-й эскадрильи того же полка. Освоил самолёты У-2, Р-5, Р-6 и ДБ-3. Принял участие в советско-финской войне 1939—1940 годов, во время которой выполнил 4 боевых вылета и был награждён орденом Красного Знамени.
По окончании войны с июля 1940 года Иван Немков был переведён лётчиком-инструктором 1-го запасного авиационного полка, в июле 1941 года стал командиром звена. С октября 1941 года командовал звеном 3-й эскадрильи 73-го бомбардировочного авиационного полка, который в то время находился в тылу и занимался подготовкой лётных кадров для фронта.
С мая 1942 года участвовал в Великой Отечественной войне. Летал на самолёте Пе-2 — сначала командиром звена 73-го бап, с ноября 1942 — 26-й отдельной разведывательной эскадрильи, с марта 1943 — 15-го отдельного разведывательного авиационного полка ВВС Балтийского флота. Он занимался разведкой и фотосъёмкой позиций противника, обеспечивая командование важными разведывательными данными. Благодаря полученным им данным 1 октября 1942 года штурмовая авиация разбомбила аэродром врага в Керстово, уничтожив 17 вражеских бомбардировщиков. 11 ноября его самолёт произвёл аэрофотосъёмку батарей противника в районе Стрельна — посёлок Володарского, а в январе 1943 года, несмотря на противодействие противника, аэрофотосъёмку большой площади переднего края вражеской обороны. 
К концу декабря 1942 года командир эскадрильи 15-го отдельного разведывательного авиационного полка ВВС Балтийского флота старший лейтенант Иван Немков совершил 89 боевых вылетов (по данным наградного листа, но при этом в приложенной к этому документу «Боевой характеристике», датированной месяцем ранее, 22 ноября 1942 года, указано о совершении 101 боевого вылета. За эти подвиги представлен к званию Героя Советского Союза.
Указом Президиума Верховного Совета СССР от 24 июля 1943 года за образцовое выполнение боевых заданий Командования на фронте борьбы с немецкими захватчиками и проявленные при этом отвагу и геройство старшему лейтенанту Немкову Ивану Андреевичу присвоено звание Героя Советского Союза посмертно.
Однако узнать о присвоении высшего звания Родины Ивану Немкову было не суждено. После представления к званию Героя он продолжал воевать в том же полку, с начала 1943 года летал на новом самолёте — A-20 «Boston». К маю 1943 года И. А. Немков совершил около 200 боевых вылетов, снял 38 аэрофильмов и участвовал в 15 воздушных боях, при этом ни разу не был сбит. 3 мая 1943 года вылетел для проведения аэрофотосъёмки позиций противника, но в районе Гогландского плёса его самолёт был атакован вражескими истребителями и загорелся. Иван Немков вместе со штурманом выпрыгнули на парашютах, но были в воздухе расстреляны истребителями противника, стрелок-радист и воздушный стрелок погибли в самолёте. 
Тела погибших лётчиков подняты с воды высланным к месту их гибели катером и были похоронены на острове Лавенсаари. Останки красноармейцев из всех захоронений на Лавенсаари в 1974 году были перенесены в братскую могилу Мартышкинского мемориала, включая И. А. Немкова. 

## Награды
- Медаль «Золотая Звезда» Героя Советского Союза (24.07.1943)
- Орден Ленина (24.07.1943)
- Два ордена Красного Знамени (21.04.1940, 7.02.1943)

## Память
- На родине Ивана Немкова в селе Большая Баевка установлен бюст Героя.
- Бюст Ивана Немкова установлен также на площади Героев в посёлке Чкаловск Калининградской области.
- В 1983 году в честь Ивана Немкова Дачную улицу в городе Ломоносов переименовали в улицу Немкова.
- В посёлке Нарышкино Орловской области именем Ивана Немкова названа улица.